# مدارگرد اروپا
مدارگرد اروپا (انگلیسی: Europa Orbiter) یا مدارگرد قمر اروپا یک مأموریت برنامه‌ریزی شده ناسا به قمر مشتری اروپا بود که در سال ۲۰۰۲ تصمیم به لغو آن گرفته شد. اهداف اصلی مورد نظر آن مأموریت شامل تعیین وجود یا عدم وجود یک اقیانوس زیرسطحی در آن و شناسایی مکان‌های کاندید برای ماموریت‌های فرودگر آینده بود. مدارگرد اروپا در سال ۱۹۹۸ بودجه قبل از پروژه را دریافت کرد و از پروژه آتش و یخ ناسا نتیجه گرفت.

## تاریخچه
مدارگرد اروپا طرحی برای مأموریت به قمر مشتری اروپا بود که بر اساس یک مدارگرد ۹۰۰ کیلوگرمی (۲۰۰۰ پوند) که ۵۰۰ کیلوگرم (۱۱۰۰ پوند) سوخت برای مانورهای آن طراحی شده بود. این نیرو توسط ژنراتور ترموالکتریک رادیوایزوتوپ (RTG) تأمین می‌شد و در سال ۲۰۰۳ از شاتل فضایی پرتاب می‌شد. این به معنای ورود به مشتری در سال ۲۰۰۷ بود که در آن زمان در یک تور علمی سه قسمتی با تمرکز بر اروپا آغاز شد. این فضاپیما با تشعشعات سخت می‌شود تا از تابش ۴ مگاراد پیش‌بینی شده جان سالم به در ببرد.
محموله علمی شامل یک رادار برای تعیین ضخامت یخ در اروپا و تعیین آنچه در زیر آن است می‌باشد. ابزارهای دیگر می‌توانند ارتفاع سنج و سیستم‌های تصویربرداری، در میان دستگاه‌های دیگر باشند.[۶]
در سال ۱۹۹۹، ناسا اعلامیه فرصتی را صادر کرد که آزمایش‌هایی را برای مدارگرد اروپا، پلوتو کویپر اکسپرس و کاوشگر خورشیدی پارکر درخواست کرد.